# Universidade Nacional de Río Cuarto
A Universidade Nacional de Río Cuarto (Universidad Nacional de Río Cuarto, UNRC) foi criada em 1 de maio de 1971 por Decreto do  Poder Executivo Nacional dentro de um programa de adequação do ensino universitário argentino às necessidades do desenvolvimento e como resposta a um forte movimento social tanto local como regional, permitindo a  maior conquista cultural da região. 
Esta localizada na cidade de Río Cuarto, província de Córdova. Seu campus universitario consta de 165 hectares, distante 6 km. do centro da cidade e, ainda, apresenta 1445 hectares de campos de experimentação e de práticas culturais diversas.
O campus está situado sobre a margem norte do río Cuarto, e conta com mais de 50.000 metros construidos que alojam salas de aula, laboratórios, gabinetes de esperimentação, salas administrativas, residências para estudantes e docentes, instalações desportivas e salas de reuniões. 
Está integrada por cinco Faculdades: Agronomia e Veterinária; Ciências Econômicas; Ciências Exatas, Físico-químicas e Naturais; Ciências Humanas e Engenharia, todas no  campus universitario. Anualmente egressam em torno de  1.000 profissionais das  49 carreiras de graduação. Apresenta mais de 40 carreiras de quarto nível que são organizadas pelas Faculdades e Escolas de Pós-graduação, para docentes da UNRC e profissionais externos. 
O número de docentes passa de  560, além de cerca de 1.000 docentes auxiliares; são 20.000 alunos de graduação e 700 de pós-graduação, com um ingresso médio anual de  4.000 estudantes.

## Unidades acadêmicas
- Agronomia e Veterinaria
- Ci~encias Econômicas
- Ciências Exatas, Físico-Químicas e Naturais
- Ciências Humanas
- Engenharia